# Procés de fangs activats
El procés de fangs activats o fangs actius és un tipus de procés de tractament d'aigües residuals o industrials mitjançant aeració i un floc biològic format per bacteris i protozous.
La disposició general d'un procés de fangs activats per eliminar la contaminació carbònica inclou els elements següents: Un dipòsit d’aeració on s'injecta aire (o oxigen) a l'aigua residual i, a continuació, un dipòsit de decantació (normalment anomenat "clarificador final" o "tanc de decantació secundari") per permetre que els flòculs biològics (la manta de fangs) s'assentin, separant així el fang biològic de l'aigua clara tractada.
Els microorganismes aeròbics són els més efectius i ràpids per a la descomposició dels residus, ja que creixen en un ambient ric en oxigen. Una altra classe d'organismes que es poden trobar als fangs activats són els organismes facultatius, que poden utilitzar oxigen molecular o oxigen unit a compostos inorgànics, com ara NO3-.

## Propòsit
En una depuradora d'aigües residuals (o d'aigües residuals industrials), el procés de fangs actius és un procés biològic que es pot utilitzar per a una o diverses de les finalitats següents: oxidació de la matèria biològica carbònica, oxidació de la matèria nitrogenada: principalment amoni i nitrogen en matèria biològica, eliminació nutrients (nitrogen i fòsfor).

## Descripció del procés
El procés aprofita els microorganismes aeròbics que poden digerir la matèria orgànica a les aigües residuals i agrupar-se (per floculació) mentre ho fan. D'aquesta manera, produeix un líquid relativament lliure de sòlids en suspensió i material orgànic, i partícules floculades que s'assentaran fàcilment i es poden eliminar.
La disposició general d'un procés de fangs actius per eliminar la contaminació carbònica inclou els elements següents:
- Dipòsit d’aeració on s'injecta aire (o oxigen) a l'aigua residual.

- Tanc de decantació (normalment conegut com a "clarificador final" o "dipòsit secundari de decantació") per permetre que els flòculs biològics (la manta de fangs) s'assentin, separant així el fang biològic de l'aigua clara tractada.

El tractament de la matèria nitrogenada o fosfat implica passos addicionals on els processos es gestionen per generar una zona anòxica de manera que els fosfats es poden solubilitzar en l'entorn reductor i els òxids de nitrogen es poden reduir a ió amoni.

### Bioreactor i clarificador final
El procés consisteix a introduir aire o oxigen en una barreja d'aigües residuals filtrades i tractades primàriament o aigües residuals industrials (aigües residuals) combinades amb organismes per desenvolupar un floc biològic que redueix el contingut orgànic de les aigües residuals. Aquest material, que en els fangs saludables és un floc marró, està format en gran part per bacteris saprotròfics, però també té un important component de flora protozous compost principalment per amebes, espirotrics, peritrichs incloent vorticèl·lids .i una sèrie d'altres espècies que s'alimenten per filtre. Altres constituents importants inclouen rotífers mòbils i sedentaris. En fangs activats mal gestionats, es poden desenvolupar una sèrie de bacteris filamentosos mucilaginosos -incloent-hi Sphaerotilus natans, Gordonia, i altres microorganismes- que produeixen un fang que és difícil de sedimentar i que pot provocar que la manta de fangs es decanti sobre els dipòsits del tanc de decantació per contaminar greument la qualitat final de l'efluent. Aquest material es descriu sovint com a fong de les aigües residuals, però les comunitats de fongs reals són relativament poc freqüents.
La combinació d'aigües residuals i massa biològica es coneix comunament com a licor mixt. En totes les plantes de fangs actius, un cop les aigües residuals han rebut un tractament suficient, l'excés de licor mesclat s'aboca als dipòsits de decantació i el sobrenedant tractat s'escorre per a un tractament posterior abans de l'abocament. Part del material decantat, els fangs, es retorna a la capçalera del sistema d'aeració per tornar a sembrar les noves aigües residuals que entren al dipòsit. Aquesta fracció del floc s'anomena fang activat de retorn (RAS).
L'espai necessari per a una planta de tractament d'aigües residuals es pot reduir utilitzant un bioreactor de membrana per eliminar algunes aigües residuals del licor barrejat abans del tractament. Això dona lloc a un residu més concentrat que després es pot tractar mitjançant el procés de fangs actius.
Moltes plantes de tractament d'aigües residuals utilitzen bombes de flux axial per transferir el licor mixt nitrificat de la zona d’aeració a la zona anòxica per a la desnitrificació. Aquestes bombes sovint es coneixen com a bombes internes de reciclatge de licors mixtes (bombes IMLR). Les aigües residuals brutes, el RAS i el licor mixt nitrificat es barregen mitjançant mescladors submergibles a les zones anòxiques per aconseguir la desnitrificació.
Producció de fangs
El fang activat és també el nom que es dona al material biològic actiu produït per les plantes de fangs activats. L'excés de fangs s'anomena "fang activat excedent" o "fang activat de residus" i s'elimina del procés de tractament per mantenir en equilibri la proporció de biomassa als aliments subministrats a les aigües residuals. Aquests fangs de depuradora solen barrejar-se amb els fangs primaris dels depuradors primaris i se sotmeten a un tractament posterior dels fangs, per exemple per digestió anaeròbica, seguida d'espessament, deshidratació, compostatge i aplicació a terra.
La quantitat de fangs residuals produïts pel procés de fangs actius és directament proporcional a la quantitat d'aigües residuals tractades. La producció total de fangs consisteix en la suma dels fangs primaris dels dipòsits de sedimentació primària així com dels fangs activats de residus dels bioreactors. El procés de fangs activats produeix uns 70-100 grams per metre cúbic (1,9-2,7 oz/yd cúbic) de residus de fangs activats (és a dir, grams de sòlids secs produïts per metre cúbic d'aigua residual tractada). 80 grams per metre cúbic (2,2 oz/yd cúbic) es considera típic. A més, uns 110–170 grams per metre cúbic (3,0–4,6 oz/yd3) de fang primari es produeixen als tancs de sedimentació primari que utilitzen la majoria, però no totes, de les configuracions del procés de fangs activats.
Control del procés
El mètode general de control del procés és controlar el nivell de manta de fang, SVI (índex de volum de fang), MCRT (temps mitjà de residència cel·lular), F/M (aliment a microorganisme), així com la biota del fang activat i els principals nutrients DO. (Oxigen dissolt), nitrogen, fosfat, DBO (demanda bioquímica d'oxigen) i DQO (demanda química d'oxigen). En el sistema reactor/aireador i clarificador, la manta de fang es mesura des de la part inferior del clarificador fins al nivell de sòlids sedimentats a la columna d'aigua del clarificador; això, en plantes grans, es pot fer fins a tres vegades al dia.
El SVI és el volum de fang decantat ocupat per una massa determinada de sòlids de fang sec. Es calcula dividint el volum de llots decantats en una mostra de licor mixt, mesurat en mil·lilitres per litre de mostra (després de 30 minuts de decantació), pel MLSS (Mixed Liquor Suspended Solids), mesurat en grams per litre. El MCRT és la massa total (en quilograms o lliures) de sòlids en suspensió de licor barrejat a l'aireador i clarificador dividit pel cabal massiu (en quilograms/lliures per dia) de sòlids en suspensió de licor barrejat que surten com ERA. i efluent final. La F/M és la proporció d'aliments alimentats als microorganismes cada dia amb la massa de microorganismes que es mantenen sota aireació. Concretament, és la quantitat de DBO alimentada a l'airejador (en quilograms/lliures per dia) dividida per la quantitat (en quilograms o lliures) de sòlids en suspensió volàtils de licor mixt (MLVSS) sota airejació. Nota: Algunes referències utilitzen MLSS (Mixed Liquor Suspended Solids) per a conveniència, però MLVSS es considera més precisa per a la mesura de microorganismes. De nou, a causa de la conveniència, el DQO s'utilitza generalment, en lloc del DBO, ja que el DBO triga cinc dies per obtenir resultats.
A partir d'aquests mètodes de control, la quantitat de sòlids decantats en el licor barrejat es pot variar mitjançant el malbaratament de fangs activats (WAS) o retornant els fangs activats (RAS).

## Variacions
Hi ha tres variacions típiques del procés de fangs activats:
| Procés          | Aireació (h) | DBO #/1000 cu.ft. | F/M | Retorn % |
| Alt             | 2-3          | 100               | 1   | 100      |
| Convencional    | 4-8          | 30-40             | 0.2 | 25-75    |
| Aireació estesa | 18-30        | 10-20             | 0.5 | 50-100   |

## Mètodes d'aeració

### Aeració difusa
Difusors de bombolles fines al tanc d'aireació de la planta de tractament d'aigües residuals de fangs activats a prop d'Adelaide, Austràlia. El licor d'aigües residuals s'aboca a dipòsits profunds amb sistemes d'aireació de graella difusora que s'adjunten al terra. Són com la pedra d'aire difusa utilitzada en els tancs de peixos tropicals, però a una escala molt més gran. L'aire es bombeja a través dels blocs i la cortina de bombolles formada oxigena el licor i també proporciona l'acció de mescla necessària. Quan la capacitat és limitada o les aigües residuals són inusualment fortes o difícils de tractar, es pot utilitzar oxigen en comptes d'aire. Normalment, l'aire és generat per algun tipus de bufador d'aire.

### Aeració de superficie (cons)
Tubs muntats verticalment de fins a 1 metre (3,3 peus) de diàmetre que s'estenen des de just per sobre de la base d'un dipòsit de formigó profund fins just per sota de la superfície del licor d'aigües residuals. Un eix típic pot tenir 10 metres (33 peus) d'alçada. A l'extrem de la superfície, el tub es forma en un con amb pales helicoïdals unides a la superfície interior. Quan es fa girar el tub, les pales fan girar el licor cap amunt i fora dels cons extreient nou licor d'aigües residuals de la base del dipòsit. En molts treballs, cada con es troba en una cel·la separada que es pot aïllar de les cel·les restants si és necessari per al manteniment. Algunes obres poden tenir dos cons per cel·la i algunes obres grans poden tenir 4 cons per cel·la.

### Aeració per oxigen pur
Els sistemes d'aeració de fangs activats amb oxigen pur són recipients de reactors de tancs segellats amb impulsors de tipus airejador de superfície muntats dins dels dipòsits a la interfície de la superfície del licor d'oxigen i carboni. La quantitat d'entrament d'oxigen, o DO (oxigen dissolt), es pot controlar mitjançant un control de nivell ajustat al presa i una vàlvula d'alimentació d'oxigen controlada per oxigen del gas de ventilació. L'oxigen es genera in situ mitjançant la destil·lació criogènica de l'aire, l'adsorció de canvi de pressió o altres mètodes. Aquests sistemes s'utilitzen quan l'espai de la planta d'aigües residuals és reduït i cal un alt rendiment d'aigües residuals, ja que hi ha uns costos energètics elevats en la purificació de l'oxigen.

## Problemes de funcionament
- Bulking sludge o fang voluminós: Característica dels fangs que no sedimenten bé. Provoquen una elevada concentració de sòlids a l’efluent ja que no hi ha una bona separació al clarificador secundari. Molt flocs desborden.

- Bulking filamentós: Provocat per el creixement desmesurat de microorganismes filamentosos, o per el creixement d'altres organismes sota forma filamentosa. Els microorganismes s’enganxen entre ells, provoquen una baixada de la densitat i de la sedimentabilitat per causa del increment de la relació superfície/massa. Està provocat per baix pH, baix nivell d’oxigen, baixes concentracions de nutrients...

- Bulking viscós: Provocat per una quantitat excessiva de biopolímers extracelꞏlulars, el fang té una consistència com una gelea bavosa. Com que els biopolímers són hidrofílics, el fang reté l’aigua, té poca densitat, una velocitat de sedimentació baixa i poca compactació. El cas de bulking viscós està provocat per una limitació dels nutrients o bé, per un influent de càrrega orgànica molt elevada.

- Formació d’escumes: Dues bactèries són els responsables de la formació de escuma: Nocardia i Microthrix parvicella. Aquests organismes tenen les superfícies de les celꞏles hidrofòbiques que permeten l’adherència de bombolles d’aire que provoquen la formació d’escuma.